# Гаджикабул
Гаджикабул (азерб. Hacıqabul) — озеро в східній частині Азербайджану, що розкинулось на території Аджикабульського району, на Кура-Аракській низині. Належить до басейну річки Кура. Площа озера становить 16,68 км²; довжина з півдня на північ — 6 м, найбільша ширина — 3 м. Середня глибина — 5 м, а найбільша — 96 м.